# Привиди в тибетській культурі

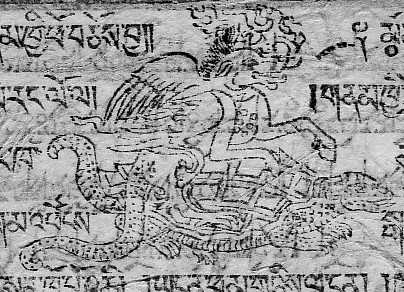
Тибетський привид Нам-кхі наг-по за старим тибетським відбитком Вайдурійського дкар-по (1685)

У тибетській культурі поширена думка про привидів. Привиди явно визнаються в тибетській буддистській релігії так само, як і в індійському буддизмі  займаючи окремий, але перекриваючий світ з людським, і є в багатьох традиційних легендах. Коли людина помирає, після періоду невизначеності вона може потрапити у світ привидів. Голодний привид ( тибетський : yidag, YI-dvags; санскрит : Прет, प्रेत) має крихітне горло і величезний живіт, і тому ніколи не може бути задоволений. Привидів можна вбивати ритуальним кинджалом або зловити в духовну пастку і спалити, тим самим звільняючи їх для відродження. Привидів також можна вигнати, і для цього щорічно проводиться фестиваль по всьому Тибету.

## Природа привидів
Тибетські буддисти вірять, що коли людина помирає, вона потрапляє в проміжний стан Бардо, з якого може відродитися в цьому світі в тілі людини або тварини, у світі привидів в тілі привидів, в одній з райських сфер або в одній пекла. Але врешті-решт, людина помре в цьому світі після смерті і відродиться як людина чи інша істота, якщо не досягне Нірвани, де вона перебуває поза всіма станами втілення. 
Голодні привиди мають своє власне царство, зображене на Бхавакакра, і вони представлені у вигляді сльози або пейслі з роздутими шлунками і шийками, занадто тонкими, щоб пропускати їжу, тому спроби їсти також неймовірно болючі. Деякі описуються як такі, що мають «пащі розміром з вушко голки та живіт розміром з гору». Це метафора людей, які марно намагаються здійснити свої ілюзорні фізичні бажання. Будда вчив, що основними причинами відродження як голодного привида є жадібність та негативні дії, мотивовані скупостью. Наслідком цих дій є крайня бідність. Якщо випадково їм трапляється крапля води або залишок їжі, вона зникає, як міраж, або перетворюється на щось відразливе, таке як гній або сеча. Ці види з’являються через їх негативну карму та відсутність достоїнств. Іноді в їхньому макіяжі у людей переважає голодний привид. Вони ніколи не можуть насититися, і завжди зголодніють більше.  Тибетське слово для емоційного стану голодного привида, ser na, буквально означає «жовтий ніс», і можна сказати, що воно означає «підлість» або «відсутність щедрості». Людина в цьому стані постійно прагне споживати і збагачувати себе, але ніколи не може бути задоволеним. 
Тульпа - це тип привида або істоти, який створюється розумовими зусиллями, суто з думок свого творця. Дуже досвідчений буддист-практик або чаклун може мати цю здатність, і в деяких випадках Тульпа може бути створена з колективних думок жителів села. Такий привид спочатку не усвідомлює себе, але може поступово здобути усвідомлення і перетворитися на нормальну людину. 

## Ізгнання привидів

### Пхурба
Пхурба ( тибетський : ཕུར་ བ, санскрит : кила) - ритуальний кинджал, який використовується тантрическими практиками, щоб звільнити злий дух від його страждань і направити його на краще переродження. Такий дух (привид) - це істота, яка триває в плутанині між різними сферами. Зануривши в нього кинджал, він викидається зі своєї плутанини і отримує шанс відродитися, можливо, як нижчий вид, ніж людина. 

### Духові пастки
Сім'ї часто встановлюють примарні пастки на дахах своїх будинків, подібні до веретена, намотані кольоровою пряжею.  На дереві також можна повісити духовну пастку. Вважається, що нитки взаємозв’язаних ниток укладають дух і згорають, коли робота закінчена. 

### День привидів
Тибетська релігійна церемонія "Гутор '' ༼ དགུ་ གཏོར་ ༽, буквально пропонуючись 29-го, проводиться 29-го числа 12-го тибетського місяця, при цьому основна увага приділяється вигнанню всього негативу, включаючи злих духів та нещастя минулого року, і розпочати новий рік мирним та сприятливим чином.
У храмах і монастирях по всьому Тибету проводяться грандіозні церемонії релігійного танцю, причому найбільший у палаці Потала в Лхасі . У цей день сім’ї прибирають свої будинки, прикрашають кімнати та їдять спеціальний суп з локшиною, який називається « Гутук ». ༼ དགུ་ ཐུག་ ༽ Увечері люди несуть факели, закликаючи слова екзорцизму. 

## Народна легенда
Історія розповідає про людину, яка зустріла привида під час прогулянки. Привид почав ходити з ним, що дуже злякало його, хоча він приховував свій страх і вдавав, що він теж привид. Вони приїхали в місто. Привид залишив чоловіка відпочивати, увійшов у місто і вкрав душу царевого сина, зав'язавши її в як-мішку для волосся. Повернувшись до чоловіка, привид на деякий час залишив мішок на свою опіку. Чоловік відніс мішок у місто, де цар був у великій тривозі, бо його син вмирав. Чоловік пообіцяв оживити хлопчика, проводячи ритуали і одночасно випускаючи з сумки душу хлопчика. Коли хлопчик ожив, король віддав чоловікові половину всього майна в нагороду. 

## Дивитися також
- Парітта
- Фурба
- Прета
- сакка-кірія
- Сак Янт
- Тибетський буддизм
- Яктовіл
- Яма (буддизм)